# 贝辛达里奥足球俱乐部
贝辛达里奥足球俱乐部，是西班牙加那利群岛贝辛达里奥的一个足球俱乐部，成立于1962年，主场位于贝辛达里奥市立体育场。